# طاهرکند (محرم کند، داغستان)
طاهرکند (به لاتین: Tagirkent) یک منطقهٔ مسکونی در روسیه است که در شهرستان محرم‌کند واقع شده‌است.